# Thomasinellidae
Thomasinellidae es una familia de foraminíferos bentónicos de la superfamilia Textularioidea, del suborden Textulariina y del orden Textulariida. Su rango cronoestratigráfico abarca desde el Cenomaniense (Cretácico superior) hasta la Actualidad.

## Discusión
Clasificaciones previas incluían Thomasinellidae en la superfamilia Hormosinoidea y del orden Lituolida.

## Clasificación
Thomasinellidae incluye a los siguientes géneros:
- Axicolumella †
- Protoschista
- Thomasinella †